# Lý Tự Nguyên
Lý Tự Nguyên (李嗣源, sau đổi thành Lý Đản (李亶)) (10 tháng 10 năm 867 – 15 tháng 12 năm 933), còn được gọi theo miếu hiệu là Hậu Đường Minh Tông ( 后唐明宗), là hoàng đế thứ hai của nhà Hậu Đường - một hoàng tộc tồn tại ngắn ngủi dưới thời Ngũ Đại Thập Quốc trong lịch sử Trung Quốc, cai trị từ 926 đến khi chết. Ông vốn là người tộc Sa Đà, bản danh Mạt Cát Liệt (邈佶烈).
Mạt Cát Liệt nguyên là người dân tộc Thổ. Từ năm 12 tuổi, ông đi theo thủ lĩnh tộc Sa Đà là Lý Khắc Dụng và lập nhiều chiến công, được Lý Khắc Dụng nhận làm con nuôi, tên của ông xếp hàng đầu trong Thập tam Thái bảo của Lý Khắc Dụng.
Sau khi Lý Khắc Dụng qua đời (908), Lý Tự Nguyên tiếp tục phục vụ dưới trướng con trai ông ta là Lý Tồn Húc. Đến khi Lý Tồn Húc tiêu diệt Hậu Lương và lập ra Hậu Đường, Lý Tự Nguyên lĩnh chức Trung thư lệnh và tham gia các chiến dịch quân sự ở nhiều nơi trong nước. Bấy giờ Trang Tông bỏ bê triều đình, cùng với Lưu hoàng hậu sống xa hoa vô độ. Năm 926, khi được lệnh đánh dẹp phản quân Hưng Đường, ông quyết định trở mặt chống lại triều đình, cùng lúc Hậu Đường Trang Tông bị giết chết, Lý Tự Nguyên tiến quân về Lạc Dương, kiểm soát triều chính, tàn sát gia quyến của Trang Tông và lên ngôi hoàng đế.
Dưới thời trị vì của mình, ông dùng tên là Lý Đản. Thời gian cai trị của ông kéo dài bảy năm; và mặc chứng kiến nhiều thiên tai, nhân họa; nó vẫn được xem là ổn định hơn so với nửa thế kỉ trước đó. Trong thời gian chấp chính, Hậu Đường Minh Tông trừ bỏ các tệ chính dưới thời Hậu Đường Trang Tông, triều chính dần ổn định. Ông diệt trừ hoạn quan, tin dùng sĩ nhân; triệt tiêu không ít cơ quan dư thừa, thiết lập cơ quan tài chính như tam ty; đề xướng tiết kiệm, củng cố thủy lợi, quan tâm đến nỗi thống khổ của bách tính; tăng cường quân lực trung ương, kiến lập thị vệ thân quân để áp chế phiên trấn. Đây là một giai đoạn ổn định hiếm thấy vào thời Ngũ Đại, sử gia nhận định Hậu Đường Minh Tông là minh quân chỉ đứng sau Hậu Chu Thế Tông vào thời Ngũ Đại, một số chế độ do ông lập ra sau được triều Tống kế thừa.
Cuối năm 933, khi Minh Tông đang nằm trên giường bệnh, con trai thứ hai của ông Lý Tùng Vinh tiến hành binh biến nhằm kiểu soát triều chính, song bị đánh dẹp và giết chết. Minh Tông vì sự kiện này đau lòng mà qua đời, truyền ngôi cho hoàng tử thứ ba Lý Tùng Hậu. Hậu Đường sau thời của ông lâm vào cảnh suy yếu không thể vực dậy, đến năm 936 thì bị diệt vong bởi người Khiết Đan.

## Thân thế
Lý Tự Nguyên chào đời với tên Sa Đà là Mạt Cát Liệt ở Ứng châu , chứ không có tên theo gốc tích của ông vốn là người Thổ di cư. Thân phụ của ông, được sử cũ gọi theo tên Hán là Lý Nghê (李霓), là tướng quân dưới trước Lý Quốc Xương, thủ lĩnh người Sa Đà được triều đình nhà Đường ban tên chữ Hán. Ông là con trai trưởng của Lý Nghê. Mẫu thân ông họ Lưu, về sau được truy tặng là Tống quốc phu nhân.
Tuy nhiên năm 878, Lý Quốc Xương và con trai ông ta Lý Khắc Dụng khởi binh phản Đường. Năm 880, họ bị đánh bại bởi liên quân của Tiết độ sứ Lý Trác và thủ lĩnh Thổ Dục Hồn Hách Liên Đạc, và quân Sa Đà chạy trốn lên phía bắc, đến Tấn Sơn nơi họ trú ẩn trong thôn làng của người Thát Đát. Một thời gian sau cái chết của Lý Nghệ (trước thất bại của Lý Quốc Xương và Lý Khắc Dụng) năm 879 (năm ấy Mạt Cát Liệt lên 12), Lý Quốc Xương đưa ông về làm người hộ vệ, kĩ năng bắn cung điêu luyện của ông có lẽ được dạy dỗ từ người cha. Sử cho biết rằng thời niên thiếu ông không bao giờ bắn hụt một con chim nào đang bay trên trời vào những dịp đi săn.

## Dưới trướng Lý Khắc Dụng

### Sự kiện Thượng Nguyên dịch
Thời gian đó triều đình nhà Đường đang gặp nguy nan bởi quân phiến loạn Hoàng Sào, người tự tuyên bố là Hoàng đế nhà Tề, và do đó phải ân xá cho người Sa Đà, cho phép họ trở lại quê nhà với điều kiện họ phải gửi quân giúp đánh dẹp Hoàng Sào. Năm 883, Lý Khắc Dụng được tấn phong làm Tiết độ sứ Hà Đông sau khi đánh bại Hoàng Sào một trận lớn.
Mạt Cát Liệt phục vụ cho Lý Khắc Dụng, lúc này ông ta đang tìm kiếm những cậu bé trung thành và thiện chiến, Lý Khắc Dụng nhân ông là con và ban cho ông tên Hán là Lý Tự Nguyên. Ngày 11 tháng 6 năm 884, Lý Khắc Dụng đến Biện châu  tham dự một yến tiệc mừng công do người nắm giữ vùng này là Chu Ôn (Chu Toàn Trung), tổ chức, trước đó Lý Khắc Dụng từng cứu Chu Ôn khỏi cuộc bao vây của quân đội Hoàng Sào. Tối hôm đó, Lý Khắc Dụng đang say quắc cần câu gặp phải bọn sát thủ cho Chu Ôn phái đến để hành thích. Người của Chu Ôn phóng hỏa đốt quán lại chặt cây và đưa xe ngựa làm hàng rào chặn đường thoát của Lý Khắc Dụng. Lý Tự Nguyên năm đó 16 tuổi, cùng với một số tướng khác, giúp chủ nhân nhảy ra khỏi hàng rào không hề hấn gì, họ cùng nhau trốn thoát an toàn khỏi làn tên bay của quân Chu Ôn, khi đó trời lại nổi giông tố sấm sét dập tắt đám lửa và khiến quân Biện châu bị mất phương hướng, nên Lý Khắc Dụng chạy thoát được mặc dù khoảng 300 thủ hạ của quân Hà Đông bị tàn sát trong bữa tiệc đó. Sau khi trở về Hà Đông, Lý Tự Nguyên được Lý Khắc Dụng giao cho chỉ huy đội kị binh hộ vệ.

### Liên tục lập chiến công
Năm 890, kẻ thù cũ của Lý Khắc Dụng là Hách Liên Đạc tấn công phía bắc Hà Đông, còn nhận được sực ủng hộ của lực lượng Thổ Phiên và Hiệp Ni Tắc Cát Nhĩ Tư. Lý Tồn Tín, một người con nuôi lớn tuổi hơn của Lý Khắc Dụng — kháng cự quân địch và bị đánh bại. Lý Khắc Dụng cử Lý Tự Nguyên đến hỗ trợ, và không lâu sau đó lực lượng Hà Đông đánh thắng quân địch, thậm chí còn bắt được con rể của Hách Liên Đạc. Vào cuối năm đó, Lý Tự Nguyên chứng tỏ khả năng lãnh đạo của mình một lần nữa khi lãnh đạo quân đội dẹp tan quân nổi dậy, bắt được thủ lĩnh của họ là Vương Biện (王弁). Một lần quân trung hội họp, các tướng bắt đầu mở miệng khoe khoang về chiến công của mình, nhưng khi Lý Tự Nguyên cắt lời và thong thỏa nói: "Các tướng quân, dùng mồm của mình để tấn công kẻ thù. Còn ta dùng bàn tay để tấn công kẻ thù." Tất cả mọi người bèn im lặng.
Năm 896, Lý Tồn Tín được giao 3 vạn quân cứu viện cho hai anh em họ Chu (Tiết độ sứ Thiên Bình Chu Tuyên và tiết độ sứ Thái Ninh Chu Cẩn) chống lại kẻ thù Chu Ôn. Nhưng thay vì đích thân ra trận, Tồn Tín quyết định án binh và gửi Lý Tự Nguyên ra tiền tuyến khi chỉ có 300 người trong tay. Tuy nhiên, Lý Tự Nguyên có thể đẩy lui được quân Chu Ôn và cứu thoát anh em họ Chu. Khi tiết độ sứ Ngụy Bác La Hoằng Tín bất bình vì việc Lý Tồn Tín ra quân cướp bóc ở đất Ngụy, đã chặn đường và đánh bại Tồn Tín sau đó, Lý Tự Nguyên đánh bại những kẻ tấn công và trở về nhà với lực lượng của Lý Tồn Tín. Ông được Lý Khắc Dụng khen ngợi khi quyết định chia sẻ phần thưởng một cách công bằng với những người lính bình thường.
Năm 898, tướng dưới trướng Lý Khắc Dụng là Lý Tự Chiêu bị tướng của Chu Ôn là Cát Tùng Châu đánh bại, và Lý Tự Nguyên đến để chi viện cho ông ta. Nhận thấy binh lính đều tỏ vẻ lo sợ, Lý Tự Nguyên nói với Lý Tự Chiêu: "Bằng mà nay trở về tay không, đại thế sẽ mất. Ta muốn chiến đấu cùng ngươi và sẵn sàng tử chiến nơi sa trường, còn hơn là chịu tù ngục." Ông nhảy xuống ngựa, vót nhọn thanh giáo, và lên trên đỉnh núi cao, chỉ đạo binh lính dàn trận. Khi quân của Cát Tùng Châu đến, ông nói với họ rằng: "Chúa công sai ta lấy mạng Cát công. Những kẻ khác không cần thiết phải chết cùng với hắn!" Lúc đó ông dẫn binh lính xung trận, và với sự giúp sức của Lý Tự Chiêu, đã đánh bại được quân địch. Mãi đến khi kết thúc trận chiến, người ta mới thấy Lý Tự Nguyên đang nằm trên vũng máu; khắp người ông có 4 chỗ bị tên bắn trúng. Lý Khắc Dụng, khi đó đã được phong hiệu Tấn vương, đích thân cởi áo băng bó và lấy rượu thuốc xoa vết thương cho ông, ông ta nói một cách tự hào: "Con ta đúng là nam tử hán!" Danh tiếng của Lý Tự Nguyên do vậy được nhiều người biết đến. Một giai thoại khác kể về lối sống giản dị thanh đạm của Lý Tự Nguyên: một lần, nhìn thấy trong nhà Lý Tự Nguyên không có đồ đạc quý giá gì ngoài vài thứ binh khí, Lý Khắc Dụng đưa ông đến chỗ mình và bảo có thể lấy bất cứ thứ gì ông thích. Lý Tự Nguyên chỉ lấy vài miếng vải và mấy thớ thịt rồi trở về.

### Chu Ôn uy hiếp
Năm 902, kẻ thù số một của Lý Khắc Dụng tức là Chu Toàn Trung, cử Thị Thúc Tông và cháu là Chu Hữu Ninh dẫn quân Tuyên Vũ đánh bại quân Hà Đông dưới quyền chỉ huy của em trai nuôi của Lý Khắc Dụng là Lý Tự Chiêu cùng tướng Chu Đức Uy tại huyện Bồ), nhân đó Thị và Chu tiến đến bao vây thủ phủ của Hà Đông là Thái Nguyên. Lúc đó phần lớn quân của Lý Khắc Dụng đang ở xa Thái Nguyên, nơi này trong tình thế rất nguy cấp; Lý Khắc Dụng định từ bỏ Thái Nguyên chạy lên Vân Châu  — Lý Tồn Tín ủng hộ việc này. Tuy nhiên, Lý Tự Nguyên cùng với Lý Tự Chiêu và Chu Đức Uy, chủ trương cố thủ Thái Nguyên, và cùng với khuyến khích của vợ của Lý Khắc Dụng là Lưu phu nhân, Lý đồng ý ở lại cố thủ trong thành. Sau đó, do bị cắt mất nguồn cung cấp lương thực, Chu Toàn Trung suốt định rút lui (Tuy nhiên, vì cuộc vây hãm này, trong nhiều năm, Lý không dám giao chiến với Chu nhằm tranh giành quyền bá chủ ở miền bắc nữa)
Năm 907, Chu Toàn Trung cướp ngôi Đường Ai Đế, chấm dứt Đường triều và lập ra triều Hậu Lương. Lý Khắc Dụng, trên danh nghĩa là vương nước Tấn, cùng với một số nhà quân phiệt khác (như Kì vương Lý Mậu Trinh, Hoằng Nông vương Dương Ác, Thục vương Vương Kiến), từ chối công nhận hoàng đế họ Chu và tiếp tục coi mình là chư hầu của triều Đường vốn không còn tồn tại — nhưng trên thực tế, các nhà lãnh đạo này cai trị lãnh thổ của mình một cách độc lập. Lý Tự Nguyên tiếp tục phục vụ cha nuôi ở nước Tấn. Không lâu sau đó, Chu cử tướng Khang Hoài Trinh dẫn quân tấn công trấn Chiêu Nghĩa , hiện thuộc nước Tấn và do Lý Tự Chiêu cai quản. Đích thân Chu dẫn đại quân theo sau, và quân Lương bao vây trị sở Chiêu Nghĩa là Lộ châu rất ngặt, thể hiện rõ dã tâm thôn tính bằng được Chiêu Nghĩa. Lý Khắc Dụng cử một lực lượng nhỏ quân cứu viện, dưới sự chỉ huy của Chu Đức Uy, cùng Lý Tự Nguyên, Lý Tự Bổn, Lý Tồn Chương và An Kim Toàn đến hỗ trợ giải vây, nhưng trong khi quân cứu viện chỉ gây có thể quấy nhiễu quân Lương, vẫn không thể giải nguy cho thành và tình thế ngày càng tuyệt vọng do lương thực cạn kiệt. Lúc chiến dịch đang ở cao trào, Lý Khắc Dụng bệnh chết ở Thái Nguyên và mùa xuân năm 908 và con ruột ông ta là Lý Tồn Húc lên kế vị Tấn vương.

## Dưới trướng Lý Tồn Húc

### Tham chiến ở Yên, Triệu
Lý Tồn Húc quyết định đích thân dẫn quân giải vây Lộ châu, và dẫn quân đi một cách thần tốc, khiến quân Lương bị bất ngờ không kịp trở tay. Lý Tồn Húc sai Lý Tự Nguyên chỉ huy cánh quân phía đông bắc, và Chu Đức Uy chỉ huy cánh quân đánh vào phía tây bắc. Thế bao vây của quân Lương bị phá vỡ và chúng buộc phải rút lui, Lộ châu được giải vây.
Năm 910, một cuộc đối đầu lớn giữa Tấn và Hậu Lương bắt đầu. Khi đó, Chu Toàn Trung tin rằng chư hầu của ông là Triệu vương Vương Dung, tiết độ sứ Vũ Thuận – có thể liên minh với Tấn và trở mặt với Hậu Lương, Ông ra quyết định dùng mưu hiểm để chiếm các châu Ký và Triệu và tàn sát quân dân Vũ Thuận ở tại các châu, rồi dùng nơi này làm bàn đạp để thôn tính hoàn toàn Vũ Thuận. Biết chuyện đó, Vương Dung cùng với đồng minh là Vương Xử Trực, tiết độ sứ Nghĩa Vũ  trở mặt với Hậu Lương rồi quay sang kết minh với Lý Tồn Húc. Lý Tồn Húc cử quân đến chi viện cho Vương Dung và Vương Xử Trực. Sau đó, trong trận chiến mà Lý Tự Nguyên cầm quân, tại Bách Hương , quân Tấn đại phá quân Lương, cứu nguy cho Vũ Thuận (lúc này đổi tên trở lại là Thành Đức như thời Đường), và Nghĩa Vũ khỏi cuộc tấn công của Hậu Lương.
Năm 912, Lý Tồn Húc phát động chiến dịch tấn công nước Yên của Lưu Thủ Quang. Trong chiến dịch đó, Lý Tự Nguyên được giao nhiệm vụ tấn công vào Doanh châu ), và buộc thứ sử châu này là Triệu Kính phải đầu hàng. Lưu Thủ Quang cử tướng Nguyên Hành Khâm lên phía bắc đón quân cứu viện Khiết Đan. Lý Tồn Úc cử Lý Tự Nguyên dẫn quân ngăn chặn Nguyên Hành Khâm. Ban đầu Lý Tự Nguyên chiếm giữ Vũ châu, thứ sử châu này là Cao Hành Khuê đầu hàng. Nguyên Hành Khâm sau đó dẫn quân đánh Vũ châu, khi Lý Tự Nguyên dẫn quân đến cứu viện, Nguyên tìm cách rút lui, nhưng Lý Tự Nguyên thuyết phục tám lần và ông ta quyết định đầu hàng. Lý Tự Nguyên nhận Nguyên làm con nuôi và giữ ông ta dưới trướng của mình (em trai của Cao Hành Khuê là Cao Hành Chu người mà Cao Hành Khuê được Hành Khuê gửi gắm cho Lý Tự Nguyên, cũng phục vụ dưới trướng của ông và nắm giữ chức tướng ngang với con nuôi của ông là Lý Tòng Kha - vốn là con riêng của một người vợ lẽ của Lý Tự Nguyên là Ngụy thị). Quân Tấn sau đó tiêu diệt hoàn toàn nước Yên và sáp nhập vào lãnh thổ Tấn. (Năm 915, khi Lý Tồn Húc nghe về sự tàn bạo của Nguyên Hành Khâm trên chiến trận, ông ta đòi Lý Tự Nguyên gửi Hành Khâm đến phục vụ dưới trướng của chính mình, và Lý Tự Nguyên, không muốn kháng lệnh của chủ tướng, phải miễn cưỡng nhận nhân. Lý Tồn Húc cũng muốn có sự phục vụ của Cao Hành Chu, nhưng Cao từ chối và vẫn ở trong quân của Lý Tự Nguyên.)

### Đối phó với Hậu Lương và Khiết Đan
Năm 916, khi tướng nhà Hậu Lương là Lưu Tuân tìm cách giành lại Ngụy châu ), vùng đất này không lâu về trước đã đầu hàng Tấn - Lý Tồn Húc đã tiên liệu được viện này và có quyết định ngay lập tức - Lý Tự Nguyên và em nuôi của ông là Lý Tồn Thẩm làm tướng chỉ huy. Trong trận chiến diễn ra sau đó, quân Tấn đại phá quân Lương, làm cho hi vọng đánh bại Lý Tồn Húc của Lưu Tuân tan thành mây khói. Khi Tiết độ sứ Chiêu Đức (昭德, trị sở nay thuộc Hàm Đan) chạy trốn sau thất bại của Lưu Tuân, Lý Tồn Húc sáp nhập ba châu của trấn này, nguyên trước kia thuộc Thiên Hùng quân cho trở lại Thiên Hùng, và phong Lý Tự Nguyên làm thứ sử của thủ phủ trấn Thiên Hùng là Tương châu (相州). Khi quân Tấn tiếp cận Thương châu (滄州, Thương Châu ngày nay), tiết độ sứ Thuận Hóa của Hậu Lương (順化, trị sở đặt tại Thương châu), Đái Tư Viễn, bỏ trốn về phía nam Hoàng Hà. Tướng của Đái là Mao Chương dẫn người trong châu hàng Tấn. Lý Tồn Húc cử Lý Tự Nguyên đến bình định vùng đất này, và Lý Tự Nguyên đưa Mao đến xưng thần với Lý Tồn Húc. Lý Tự Nguyên được phong làm Tiết độ sứ An Quốc. Cũng từ đây, một trong số những tướng dưới quyền ông, An Trọng Hối, trở thành người được ông rất tin tưởng.
Năm 917, hoàng đế Khiết Đan là Liêu Thái Tổ xua quân tấn công U châu ) – thủ phủ nước Yên và khi đó là thủ phủ trấn Lư Long (盧龍), nơi Chu là Tiết độ sứ. Chu gửi thư xin quân cứu viện, nhưng Lý Tồn Húc cho rằng cần phải tiếp tục chiến dịch với Hậu Lương nên tỏ ra do dự. Tuy nhiên, Lý Tự Nguyên, Lý Tồn Thẩm và Diêm Bảo đều chủ trương cứu Yên. Lý Tồn Húc đồng ý, và cử Lý Tự Nguyên là người chỉ huy quân cứu viện, Diêm Bảo theo sau, và cánh hậu quân của Lý Tồn Thẩm. Quân Tấn đánh bại quân Khiết Đan và giải vây cho U châu.
Mùa thu năm 918, Lý Tồn Húc phát động chiến dịch phạt Lương, và tập hợp toàn bộ quân đội dưới trướng của mình tại đất Ngụy. Chu Đức Uy, Lý Tồn Thẩm, và Lý Tự Nguyên, đều đem quân đến hội, ngoài ra còn có quân của Vương Xử Trực. Ông vượt sông Hoàng Hà đến lãnh thổ triều Lương, với ý định nhanh chóng tiêu diệt nhà Lương. Sau đó, quân Tấn giáp chiến với quân Lương do Hà Côi chỉ huy tại Hồ Liễu Bi ). Trận chiến đó quân Tấn thảm bại, Chu Đức Uy bị giết trên chiến trường. Khi đó Lý Tự Nguyên tính toán sai lầm, cho rằng Lý Tồn Húc đã lui quân về bờ bắc Hoàng Hà, nên cũng rút quân. Tuy nhiên, Lý Tồn Húc, tập hợp lại quân mã và lại đánh bại quân của Hà Côi. Tổng cộng trong chiến dịch đó, hai bên đều bị thiệt hại đến hai phần ba quân số, và Lý Tồn Húc cuối cùng rút quân về bờ bắc. Khi Lý Tự Nguyên đến yết kiến, Lý Tồn Húc tỏ ra không hài lòng vì cho rằng việc ông vượt sông là do nghĩ rằng chủ tướng đã chết và do vậy từ bỏ chiến trận. Tuy nhiên, vì Lý Tùng Kha không đi theo Lý Tự Nguyên và tiếp tục phục vụ Lý Tồn Húc trong giai đoạn thứ hai của trận chiến, lập được đại công, nên Lý Tồn Húc không xử phạt Lý Tự Nguyên, mà từ đó đối xử với ông một cách bạc bẽo.
Năm 921, Vương Dung bị giết trong cuộc đảo chính mà chủ mưu là con nuôi của ông ta Vương Đức Minh. Đức Minh nắm lấy đất Triệu, lại cải tên thành Trương Văn Lễ như cũ, và giết cả gia tộc Vương Dung. Lý Tồn Húc cử quân đến Triệu để tiêu diệt Trương Văn Lễ, chỉ huy lần này là Diêm Bảo và Sử Kiến Đường (史建瑭), nhưng không thu được thắng lợi, Sử Kiến Đường tử trận. Đái Tư Viễn, lúc đó là đại tướng quân của Hậu Lương chống lại nước Tấn, tìm cách tận dụng lợi thế từ tình hình này, nhưng cuộc tấn công của ông ta vào thành Đức Thắng ở bờ nam Hoàng Hà gặp thất bại dưới tay Lý Tự Nguyên và Lý Tồn Thẩm. Sau đó Lý Tồn Húc phong Lý Tự Nguyên làm phó chỉ huy của các lực lượng Hán và Sa Đà, cùng danh hiệu Đồng Trung thư môn hạ bình chương sự. Sau đó ông ta để Lý Tự Nguyên và Lý Tồn Thẩm giữ Đức Thắng, còn bản thân đến tham chiến ở đất Triệu. Khi Đái tìm cách tấn công Vệ châu, Lý Tự Nguyên dẫn quân chặn đánh. Sau đó Đái Tư Viễn quyết định đổi hướng sang bao vây Đức Thắng, nhưng cuối cùng phải lui quân vì Lý Tồn Húc biết được tin khẩn, và đưa quân trở lại.
Mùa xuân năm 922, Khiết Đan dẫn quân xâm phạm, Lý Tồn Húc cử Lý Tồn Thẩm làm Lữ Long tiết độ sứ để chống lại người Khiết Đan, Lý Tự Nguyên được phong làm Tiết độ sứ Hoành Hải (trước đây nhà Hậu Lương gọi là Thuận Hoa), nơi mà trước đây Lý Tồn Thẩm từng đảm nhận, nhưng thực ra ông vẫn ở trong quân doanh của Lý Tồn Húc.

### Chiến dịch diệt Lương
Mùa hạ năm 923, Lý Tồn Húc tức hoàng đế vị ở Ngụy châu với quốc hiệu Đại Đường - sử gọi là nhà Hậu Đường. Tuy nhiên, cùng thời điểm đó, Hậu Đường phải đối mặt với rất nhiều mối đe dọa từ nhiều phía - Đế quốc Khiết Đan tiếp tục đe dọa Lư Long; Hậu Lương vừa mới đây đã nắm giữ được Vệ châu , trước kia thuộc quyền quản lý của Lý Tự Chiêu. Từ sau khi Tự Chiêu tử trận, con ông ta là Lý Kế Thao nổi loạn chống lại Hậu Đường và xưng thần với Hậu Lương. Tuy nhiên, vào thời điểm này, một viên tướng của nhà Hậu Lương ở trấn Thiên Bình , Lư Thuận Mật đã chạy trốn sang Hậu Đường, và tiết lộ với Hậu Đường rằng Đái Tư Viễn, đang là Tiết độ sứ Thiên Bình, để để hai tướng bị mất lòng dân, Lưu Toại Nghiêm và Yến Ngung trấn giữ thủ phủ của trấn là Vận châu (鄆州), chỉ cần tấn công bất ngờ là có thể thắng lợi. Khi Lý Tồn Húc hỏi ý Lý Tự Nguyên, do ông từ lâu đã muốn lấy lại danh tiếng sau trận Hồ Liễu Bi, chủ trương tấn công và tình nguyện dẫn quân đi tiên phong. Lý Tồn Húc đồng ý, và Lý Tự Nguyên dẫn 5000 binh sĩ bất ngờ tấn công vào cứ điểm gần bờ sông Hoàng Hà, khiến Lưu và Yến không hề hay biết. Khi ông nhanh chóng tiến quân vào thành, Lưu Toại Nghiêm chạy trốn đến kinh đô Hậu Lương là Khai Phong. Lý Tồn Húc sau đó ủy nhiệm Lý Tự Nguyên là Tiết độ sứ Thiên Bình. Sau đó, hoàng đế Hậu Lương Chu Hữu Trinh (con trai Chu Ôn) thay thế Đái bằng Vương Ngạn Chương, người này tìm cách cắt đứt đường chuyển lương giữa Vận châu và phần còn lại của Hậu Đường ở bờ bắc dòng sông bằng cách chiếm giữ những chỗ cạn ở Đức Thắng và Dương Lưu . Ông nhanh chóng lấy được Đức Thắng, nhưng Dương Lưu vẫn ở trong tình trạng thủ thành chặt chẽ dưới sự chỉ huy của Lý Chu (李周), và Lý Tồn Húc sau đó xua quân bao vây Dương Lưu, đảm bảo duy trì liên lạc giữa Vận châu với phần còn lại của Hậu Đường.
Sau sự kiện ở Dương Lưu, hoàng đế Hậu Lương nghe lời sàm ngôn, cách chức Vương Ngạn Chương, dùng Đoàn Ngưng lên thay. Ông này dùng phương án tấn công từ bốn phía để chống lại Hậu Đường:
1. Đổng Chương tiến quân thẳng tới Thái Nguyên.
2. Hoắc Ngạn Uy bắc tiến Trấn châu (鎮州, thủ phủ nước Triệu).
3. Vương Ngạn Chương và Trương Hán Kiệt tiến về phía Vận châu.
4. Chính Đoàn Ngưng cùng với Đỗ Yến Cầu trực tiếp đối phó với Lý Tồn Húc.

Tuy nhiên, tướng nhà Lương là Khang Diên Hiếu quay sang đầu hàng Hậu Đường và tiết lộ kế hoạch cho hoàng đế Hậu Đường, và còn cho biết rằng Đại Lương phòng vệ sở hở, và trong bốn cánh quân thì cánh của Vương - Trương là yếu nhất có thể đánh bại dễ dàng. Lý Tồn Húc quyết định mạo hiểm, và tiến đến Vận châu hội quân với Lý Tự Nguyên, sau đó giao chiến với Vương và Trương. Ông đánh bại họ, bắt được cả hai tướng tại Trung Đô ). Lý Tồn Húc cử Lý Tự Nguyên thuyết phục Vương Ngạn Chương quy phục, nhưng Vương thực sự muốn chết, nói với Lý Tự Nguyên một cách vô lễ, "Ngươi chẳng phải Mạt Cát Liệt đó sao?" Lý Tồn Húc biết rằng Vương Ngạn Chương thà chết bất phục, bèn xử tử ông ta.
Lý Tồn Húc cảm thấy khó xử khi hầu hết các tướng đề nghị đông tiến và thu phục những vùng đất phía đông Vận châu. Tuy nhiên, Khang Diên Hiếu và Lý Tự Nguyên chủ trương thẳng tiến Đại Lương trước khi Đoàn Ngưng kịp trở về cứu viện. Lý Tồn Húc đồng tình với đề nghị của họ, và ông tiếp tục tiến đến Đại Lương với Lý Tự Nguyên là tướng tiên phong. Với việc quân của Đoàn Ngưng đang bị mắc kẹt ở bờ bắc Hoàng Hà và không thể lui về cứu triều đình, Chu Hữu Trinh cảm thấy tình hình vô vọng. Ông ra lệnh cho Hoàng Phủ Lân giết mình; Hoàng Phủ Lân tuân theo và sau đó cũng tự sát. Khi Lý Tự Nguyên tiến vào cổng thành Đại Lương, ông không gặp phải kháng cự nào và nhanh chóng làm chủ thành này. Lý Tồn Húc dẫn quân tới sau, vui vẻ nói với Lý Tự Nguyên, "Trẫm giành được thiên hạ ngày hôm nay có công của phụ tử ông không ít. Chúng ta hãy cùng nhau hưởng thiên hạ." Rồi ban cho Lý Tự Nguyên chức Trung thư lệnh.

### Thời Trang Tông
Mùa xuân năm 924, quân Khiết Đan của hoàng đế Gia Luật A Bảo Cơ tấn công Lư Long của nhà Hậu Đường, tiến sâu vào tận Ngõa Kiều quan. Trang Tông cử Lý Tự Nguyên dẫn quân chống lại Khiết Đan, cùng Hoắc Ngạn Uy (khi ấy đã hàng Đường) làm phó. Tuy nhiên, lực lượng Khiết Đan của hoàng đế Gia Luật A Bảo Cơ đã sớm rút lui, nhà vua triệu Lý Tự Nguyên về kinh - và để lại Đoàn Ngưng - lúc này được ban tên Lý Thiệu Khâm - trấn giữ quan. Không lâu sau đó, lại nhận được tin quân Khiết Đan của hoàng đế Gia Luật A Bảo Cơ xâm phạm nhà Hậu Đường lần nữa, nhưng Lý Tự Nguyên được lệnh giữ quân ở Hưng châu để dò xét động tĩnh của Khiết Đan, trong khi Lý Tùng Kha và Lý Thiệu Bân chỉ huy kị binh trấn giữ quan ải chống lại Khiết Đan. Trong thời gian đó, Lý Tự Nguyên cũng như các tướng khác, sợ hãi bọn thái giám và con hát gièm pha nói xấu mình trước mặt Trang Tông, nên Lý Tự Nguyên đã dâng biểu xin nghỉ hưu nhưng Trang Tông không theo.
Mùa hạ năm 924, tướng ở An Nghĩa (trước kia là Chiêu Nghĩa) Dương Lập, người vốn được Lý Kế Thao tin tưởng (Lý Tồn Húc đã xử tử Lý Kế Thao sau khi ông ta tiêu diệt Hậu Lương), đã nổi loạn chiếm giữ Lộ châu. Trang Tông cử Lý Tự Nguyên chỉ huy quân đội đánh Dương Lập, cùng với Nguyên Hành Khâm, khi đó đã đổi tên thành Lý Thiệu Vinh, và Trương Đình Uẩn làm phó tướng. Trương Đình Uẩn nhanh chóng vào thành Lộ châu bắt giữ Dương Lập và những kẻ dưới trướng của y, trước khi Lý Tự Nguyên và Lý Thiệu Vinh đến (Bọn Dương Lập đi giải về Lạc Dương - kinh đô nhà Hậu Đường và bị xử tử). Sau chiến dịch này, Lý Tự Nguyên được phong làm Tiết độ sứ Tuyên Vũ và tướng chỉ huy quân đội Hán và phi Hán thay cho Lý Tồn Thẩm vừa qua đời.
Cuối năm 924, Trang Tông trao cho Lý Tự Nguyên 37.000 quân bảo hộ Biện châu, và đề phòng sự xâm lấn của Khiết Đan. Khi ông đi đến Hưng Đường (tức Ngụy châu trước đây), ông đòi 500 bộ giáp phục từ phủ khố của Hưng Đường. Tướng giữ Hưng Đường, Trương Hiến, tin Lý Tự Nguyên cần giáp phục cho quân sĩ, nên cung cấp cho ông mà không cần có sự đồng ý của Trang Tông. Khi Trang Tông biết chuyện, rất bất bình, nói, "Trương Hiến, chẳng hỏi lệnh của trẫm, tự ý lấy áo giáp của trẫm cho Lý Tự Nguyên. Đó là ý gì?" Nhà vua phạt Trương Hiến một tháng bổng lộc và thu hồi toàn bộ số giáp phục vừa trao cho Lý Tự Nguyên.
Không lâu sau đó, Lý Tự Nguyên đánh bại quân Khiết Đan của hoàng đế Gia Luật A Bảo Cơ ở Trác châu (涿州, nay thuộc Bảo Định). Trong lúc đó, Trang Tông quyết định bố trí lại các Tiết độ sứ địa phương để phòng bị quân Khiết Đan. Nhà vua dời Lý Thiệu Bân từ Hoành Hải đến Lư Long, nhưng lại nghĩ rằng Lý Thiệu Bân tuy có năng lực nhưng không mấy danh tiếng trong lòng quân lính, vì thế dời Lý Tự Nguyên đến trấn Thành Đức. Sau khi Lý Tự Nguyên nhận được lệnh dời trấn, vì gia đình ông đang ở Thái Nguyên, ông yêu cầu rằng Lý Tùng Kha, hiện đang ở Vệ châu dời đến Thái Nguyên để chăm sóc cho gia đình ông. Tuy nhiên, điều này khiến Trang Tông tức giận, nói, "Lý Tự Nguyên thân là đại tướng nắm giữ trọng trấn. Hắn ta phải biết rằng cả quân đội và triều chính đều là đặc quyền của ta, sao dám đòi hỏi cho con trai mình!" Nhà vua giáng chức Tùng Kha, khiến Tự Nguyên trở nên lo lắng, và viết thư biện bạch đến Trang Tông. Tuy nhiên, khi Lý Tự Nguyên xin đến Hưng Đường để yết kiến Trang Tông, thì Trang Tông từ chối. Trong khi đó, người thân tín của Trang Tông là Quách Sùng Thao lo sợ về ý chí của Lý Tự Nguyên, bí mật đề nghị tước binh quyền, thẩm chí giết chết ông; Trang Tông không theo.
Năm 925, mẹ của Trang Tông là thái hậu Tào thị lâm trọng bệnh, Lý Tự Nguyên xin được đến yết kiến bà ta, Trang Tông từ chối (thái hậu qua đời không lâu sau đó). Cuối năm này, khi Trang Tông dự tính kế hoạch tấn công và tiêu diệt Tiền Thục (đời vua Vương Diễn). Ông ta định lấy Lý Thiệu Khâm làm tướng chỉ huy, nhưng Quách Sùng Thao không đồng tình. Khi Lý Tự Nguyên được người ta tiến cử, Sùng Thao tấu rằng ông cần phải ở Thành Đức ở ngăn chặn quân Khiết Đan của hoàng đế Gia Luật A Bảo Cơ xâm lấn. Thay vào đó, ông đề nghị hoàng trưởng tử là Lý Kế Nghiệp thống lĩnh tam quân. Trang Tông đồng ý, và phong Sùng Thao đi theo Lý Kế Nghiệp, nhưng thực chất Sùng Thao nắm hết binh quyền. Quân Hậu Đường dưới trướng Kế Nghiệp và Sùng Thao chinh phục Tiền Thục, buộc hoàng đế Vương Diễn đầu hàng cuối năm 925. Trong lúc Sùng Thao không có ở triều đình, Lý Tự Nguyên được phép đến Lạc Dương yết kiến Trang Tông.

### Phản quân Hưng Đường
Tuy nhiên sau khi Tiền Thục diệt vong, Trang Tông và vợ là Lưu hoàng hậu nghi ngờ Quách Sùng Thao bí mật phát triển lực lượng và chiếm cứ đất Thục. Lưu hoàng hậu muốn giết Sùng Thao, và sau khi Trang Tông từ chối hạ chiếu, hoàng hậu tự ra lệnh cho Lý Kế Nghiệp giết Quách Sùng Thao. Sự kiện này khiến toàn bộ quân đội Hậu Đường lâm vào rối loạn, Sau đó Đường Trang Tông còn giết một vị tướng khác là Lý Kế Lân khiến tình hình thêm căng thẳng. Khang Diên Hiếu sau đó đã nổi dậy, và trong khi cuộc nổi dậy nhanh chóng bị đàn áp, quân sĩ tiếp tục tỏ ra bất bình, đặc biệt là trong lúc đó, nạn đói đang hoành hành ở Lạc Dương mà Lưu hoàng hậu chẳng chịu cứu tế. Lý Tự Nguyên cũng là mục tiêu của rất nhiều lời đồn đại, và Trang Tông đã cử tướng thân tín của ông ta là Chu Thủ Ân đến úy lạo và dò xét ông. Thủ Ân bí mật nói cho ông biết điều đó và khuyên rằng ông nên trở về đất phong để tránh tại họa. Lý Tự Nguyên đáp lại "Tấm lòng của ta không thẹn với trời đất. Nếu đại họa đến, tất không thể tránh khỏi đó là số phận của ta." Đã từng rất nhiều lần Hậu Đường Trang Tông nghe thấy những tin đồn và có ý giết ông, nhưng người thân cận của nhà vua là Mã Thiệu Hoành luôn tìm cách bảo vệ giúp ông thoát nạn.
Vào lúc đó, Trang Tông lại phải đối mặt với các cuộc nổi dậy ở bờ bắc Hoàng Hà, mà mạnh nhất là phản quân ở Hưng Đường dưới sự chỉ huy của Triệu Tại Lễ. Vua Trang Tông cử Lý Thiệu Vinh đi đánh dẹp, nhưng cuộc bao vây của Lý Thiệu Vinh gặp thất bại. Các tướng chủ chốt, bao gồm Trương Toàn Nghĩa và Mã Thiệu Hoành, đều khuyên nhà vua điều Lý Tự Nguyên đến; và mặc dù tỏ ra do dự, Trang Tông cử Lý Tự Nguyên đến chỉ huy chiến dịch ở Hưng Đường. Lý Tự Nguyên đến nơi và tiến hành bao vây Hưng Đường, nhưng buổi tối hôm đó (đêm ngày Giáp Tý tháng 3, tức là 22 tháng 4 năm 926), tướng Trương Phá Bại tiến hành nổi loạn và bắt Lý Tự Nguyên và phó của ông là Hoắc Ngạn Uy, lúc này được ban tên là Lý Thiệu Chân, buộc họ phải tham gia vào phản quân Hưng Đường. Sau một số nhầm lẫn ban đầu, phản quân đánh giết Trương Phá Bại, rồi họ chào đón Lý Tự Nguyên và Lý Thiệu Chân vào thành, nhưng sau đó cho phép họ tập hợp lại quân đội, sau khi Lý Tự Nguyên hứa sẽ làm đồng minh với phản quân.
Đến thời điểm này, Lý Thiệu Vinh tin rằng Lý Tự Nguyên đã công khai chống lại Lý Tồn Húc, bèn rút quân khỏi Hưng Đường và báo cho vua Trang Tông biết chuyện Lý Tự Nguyên tạo phản. Lý Tự Nguyên, cùng với một vài người lính Thành Đức đi theo ông, tìm kiếm giải pháp cho tình thế hiện tại. Ban đầu ông định trở lại Thành Đức và gửi biểu tự trách vì không thể kiểm soát được quân đội của mình; nhưng Lý Thiệu Chân và An Trọng Hối chỉ ra rằng ông sẽ bị vu hại bằng những cáo buộc chiếm đất vì lợi ích riêng. Thay vào đó, họ khuyên ông nên đổi hướng tiến về Lạc Dương để chống lại Lý Thiệu Vinh. Trên đường đi, ông gửi nhiều bản trần tình đến nhà vua, hi vọng có thể tự biện hộ, nhưng tất cả đều bị Lý Thiệu Vinh bắt được và thủ tiêu đi. Hậu Đường Trang Tông tìm cách thử lòng Lý Tự Nguyên bằng cách gửi con trai ông Lý Tòng Thẩm đến chỗ ông, nhưng bị Lý Thiệu Vinh bắt và giết đi. Theo lời khuyên của con rể Thạch Kính Đường, Lý Tự Nguyên chuyển sang công khai chống lại quân triều đình trung ương. Ông thẳng tiến Đại Lương, vì vua Trang Tông cũng đang có ý định tương tự. Cuối cùng khi ông vào thành Đại Lương trước, tướng giữ thành Khổng Tuần chào đón ông, khiến Trang Tông cũng đang trên đường đến Đại Lương, cảm thất thất vọng, và trở về Lạc Dương. Không lâu sau, một cuộc nổi loạn nổ ra ở Lạc Dương, Đường Trang Tông bị giết trong loạn quân..

### Tiến về Lạc Dương và xưng đế
Lý Tự Nguyên thống lĩnh quân đội tiến về Lạc Dương. Ban đầu, ông chỉ ở tư gia của mình trong thành và ngăn không cho quân sĩ cướp bóc; ông cũng thu thập di thể của Trang Tông để mai táng. Khi các tướng khuyên ông chiếm lấy ngai vàng, ông từ chối, và nói với Chu Thủ Ân rằng ông nên đối xử tôn trọng với các phi tần của Trang Tông, và chuẩn bị chào đón Lý Kế Nghiệp trở về kế vị, và rằng ông sẽ trở lại Thành Đức sau lễ tang của Trang Tông và Lý Kế Nghiệp lên ngôi. Tuy nhiên, sau khi được các tướng thúc giục nhiều lần, ông tự xưng là nhiếp chính. Lý Thiệu Chân và An Trọng Hối tin rằng tình hình bất lợi, bèn kiếm hai người em của Trang Tông là Thông vương Lý Tồn Xác và Nhã vương Lý Tồn Kỉ rồi giết đi. Theo lệnh của Lý Tự Nguyên, Lưu hoàng hậu, lúc đó đã trốn sang thái Nguyên, bị giết chết; và quân sĩ giết tiếp hai người em trai của Trang Tông là Thân vương Lý Tồn Ác và Vĩnh vương Lý Tồn Bá. Nhiều hoàng thân khác không thể tìm thấy được, chỉ có em trai của Trang Tông là Ung vương Lý Tồn Mỹ vì ốm yếu bệnh tật nên được tha. Khi bắt được Lý Thiệu Vinh, ông đích thân tới thẩm vấn, hỏi rằng: "Ta trước nay không phụ bạc gì nhà ngươi; tại sao nhà ngươi giết con ta?". Lý Thiệu Vinh nhìn chằm vào ông và đáp lại:"Tiên đế ngày trước cũng có phụ bạc gì nhà người?" Lý Tự Nguyên giết chết ông ta và đổi tên ông ta trở lại là Nguyên Hành Khâm.
Đứng trước việc Lý Kế Nghiệp đang đến gần, Lý Tự Nguyên quyết định đưa quân chống lại. Ông sai Thạch Kính Đường và Lý Tùng Kha đưa quân đến trấn ở Thiểm châu , và Hà Trung, chặn đường về của Lý Kế Nghiệp. Ngay sang đó, đoàn người hộ tống Lý Kế Nghiệp đều quay lưng với anh ta, và anh ta buộc phải tự sát. Tướng Nhâm Viên nắm quyền chỉ huy quân đội, và gặp quân của Thạch Kính Đường, họ tuyên bố ủng hộ Lý Tự Nguyên.
Với việc Lý Kế Nghiệp đã chết, Lý Tự Nguyên chuẩn bị tự lập làm vua. Lý Thiệu Chân và Khổng Tuần, tin rằng khí số nhà Đường đã hết, khuyên ông đổi lại nguyên danh, cải lại quốc hiệu. Tuy nhiên, Lý Tự Nguyên cho rằng ông từng phục vụ cho Lý Quốc Xương, Lý Khắc Dụng, Lý Tồn Húc, đã từ chối. Theo đề nghị của Lý Kì, ông tuyên bố mình là người thừa kế hợp pháp của Hậu Đường Trang Tông, và sau khi làm một buổi lễ khóc thương cho Trang Tông, ông bước lên ngai vàng, trở thành tân hoàng đế.

## Hoàng đế

### Chính trị
Đầu năm 927, Minh Tông lập An Trọng Hối làm Xu mật sứ kiêm Thị trung, và Khổng Tuần làm Bình chương sự. Trịnh Giác và Nhâm Viên cũng là tể tướng, và Nhâm nắm giữ ba cơ quan tài chính (thuế, ngân khố và muối sắt). Thừa tướng thời Trang Tông là Đậu Lư Cách và Vi Thuyết ban đầu vẫn đựa tại chức, nhưng sau đó bị đuổi khỏi triều đình vì cáo buộc tham ô.) Vì Minh Tông bị mù chữ, nên An Trọng Hối có nhiệm vụ đọc các biểu tấu từ các đại thần gửi lên cho ông nghe, nhưng bản thân An cũng không thể biết hết các mặt chữ. Vì thế, theo đề nghị của An, triều đình cho lập ra Đoan Minh Điện, và các học sĩ ở đó được giao nhiệm vụ đọc và trợ giúp xử lý các tấu chương cho hoàng đế, với Phùng Đạo và Triệu Phụng đứng đầu. Vì cái tên Lý Tự Nguyên chứa hai mẫu tự được dùng tương đối phổ biến, và nhiều khi phải dùng không thể kiêng được; ông tìm cách giảm bớt khó khăn trong việc kiêng húy cho thần dân bằng cách đổi tên Đản vào dịp Tết năm 927. Ngoài ra, nhiều vị tướng bị Hậu Đường Trang Tông ban tên, đến đây họ xin được trở lại tên cha sinh mẹ đẻ, ông đều chuẩn tấu..
Cuối năm 927, Dương Phổ, quốc vương nước Ngô ở miền đông nam, vốn trước đây có quan hệ tốt với Hậu Đường, xưng đế. An Trọng Hối đề nghị phạt Ngô, nhưng Minh Tông không theo. Tuy nhiên, đầu năm 928, An trục xuất sứ giả nước Ngô, hai bên từ đó tuyệt giao với nhau. Trong thời gian này, Lý Tự Nguyên từng đến thăm Nghiệp Đô (tên cũ chính là Hưng Đường), nhưng quân đội triều đình không muốn đi đâu kể từ sau chuyến đi từ Lạc Dương đến Biện, và kết quả những tin đồn lại được dịp lan đi. Minh Tông nghe được việc ấy, nên không đi Nghiệp Đô nữa..
Mùa xuân năm 928, xảy ra chuyện An Trọng Hối và người thân cận trước kia của Minh Tông là tiết độ sứ Thành Đúc Vương Kiến Lập, kể tội lẫn nhau; An cáo buộc Vương đã bí mật liên minh ở Tiết Độ sứ Nghĩa Vũ Vương Đô (con nuôi của Vương Xử Trực và nổi dậy chống lại Xử Trực năm 921 và đang cai trị nghĩa vũ một cách ban độc lập). Trong khi đó Vương Kiến Lập kể tội An Trọng Hối chuyên quyền và gây dựng bè đảng với Trương Diên Lẵng bằng cách kết thông gia với ông ta. (Vương Đô tìm cách liên minh với Vương Kiến Lập, nhưng Vương Kiến Lập báo hết các tin tức này về triều). Minh Tông, ban đầu tin theo Vương Kiến Lập, quyết định gửi An và Trương khỏi kinh thành và phong tiết độ sứ, nhưng sau khi Chu Hoằng Đạo bảo vệ An, hoàng đế rút lại lệnh. Tuy nhiên, lúc này Trịnh Giác muốn nghỉ hưu, Lý Tự Nguyên giữ Vương Kiến Lập trong chính phủ làm thủ tướng và cai quản ba ti sở..
Tranh chấp quyền thừa kế cũng đang âm ỉ trong triều đình. Con trai trưởng của Minh Tông là Lý Tùng Vinh, hiện đang là Tiết độ sứ Hà Đông, là người thừa kế trên danh nghĩa, nhưng anh ta bị coi là kiêu ngạo, phù phiếm và không có tài chính trị. Minh Tông nhờ người nhắn với Tùng Vinh rằng Lý Tùng Hậu, hiện là Khai Phong doãn, chăm chỉ và cẩn trọng, và đem ra so sánh với Lý Tùng Vinh. Tuy nhiên, Tùng Vinh không phục, và theo lời khuyên của thân tín Dương Tư Quyền, ông ta tìm cách chiêu tập các tướng, sẵn sàng đáp trả bằng vũ lực nếu bị phế truất. Minh Tông biết tin, triệu hồi Vương về triều, nhưng không trách phạt gì cả. Đầu năm 929, ông tấn phong Lý Tùng Vinh làm Khai Phong doãn và bổ nhiệm Lý Tùng Hậu làm Tiết độ sứ Hà Đông.
Năm 930, Hậu Đường Minh Tông lập vợ mình là Tào Thục phi làm hoàng hậu, và sủng thiếp là Vương thị làm Thục phi. Vương Thục phi thích ăn mặc xa hoa, và An Trọng Hối tìm cách can gián bà ta, lấy ví dụ là Lưu hoàng hậu của Trang Tông. Vì thế Thục phi căm ghét Trọng Hối..
Vào lúc đó, Phùng Đạo và Thôi Hiệp được phong làm tể tướng để thay thế Đậu Lư Cách và Vi Thuyết (Việc Thôi Hiệp được phong tướng vấp phải sự phản đối của Nhâm Viên, và sau việc đó ông này biết rằng Minh Tông đang bực bội vì mình bất hòa với An Trọng Hối, nên mùa hạ năm 927 đã xin từ chức ở ba sở). Khi Tiết độ sứ Tuyên Vũ Chu Thủ Ân khởi loạn ở Biện châu (vì Lý Tự Nguyên từng công bố là sẽ đến thăm nơi này, khiến Chu lo sợ mục đích thực sự của chuyến đi là để bắt ông ta), An Trọng Hối cho rằng Nhâm Viên xúi giục Chu Thủ Ân làm phản, nói với Minh Tông buộc Nhâm Viên phải chết. Cuộc nổi dậy của Chu nhanh chóng bị đàn áp, ông ta bị buộc phải tự sát.
Trong khi đó, quan hệ giữa An Trọng Hối và Lý Tùng Kha cũng gặp mâu thuẫn, trước đây Tùng Kha trong một lần say rượu đã đánh đập An Trọng Hối, mặc dù sau đó đã xin lỗi, nhưng Trọng Hối vẫn ngầm oán hận trong lòng. Năm 930, Lý Tùng Kha đang là Tiết độ sứ Hộ Quốc, và Trọng Hối thường chỉ trích ông ta trước mặt Minh Tông, nhưng Minh Tông không theo. Trọng Hối bèn tìm kế khác để loại bỏ Tùng Kha. Ông ta bảo thuộc cấp của Tùng Kha là Dương Ngạn Ôn không cho Tùng Kha về thành sau một buổi đi săn. Khi Tùng Kha hỏi tại sao lại làm như vậy, Ngạn Ôn đáp: "Ngạn Ôn không dám phụ ơn, nhận mệnh lệnh của Xu mật viện, mời ông về triều". Lý Tòng Kha quyết định tiến hướng về Lạc Dương và báo việc cho Minh Tông, Minh Tông triệu cả hai về kinh, để điều tra sự việc, nhưng Trọng Hối bí mật sai giết Ngạn Ôn để diệt khẩu. Hậu quả là, Lý Tùng Kha bị cấm túc trong phủ đệ tại kinh thành. An Trọng Hối còn tìm cách buộc tội nữa, nhưng do có Vương Thục phi bảo vệ, nên Tùng Kha được vô sự. Vào cùng lúc đó, Lý Tùng Vinh được phong Tần vương và Lý Tùng Hậu là Tống vương.
Sau khi An Trọng Hối bị Minh Tông nghi ngờ và ban chết năm 931, Lý Tùng Vinh, vốn rất tôn trọng Trọng Hối, bắt đầu có những hành vi thái quá và thiếu kiểm soát. Vào lúc này, Vương Thục phi và Tuyên huy sứ Mạnh Hán Quỳnh kiểm soát cung đình, và Phạm Diên Quang cùng con rể nhà vua là Triệu Diên Thọ cùng giữ chức Xu mật sứ thay thế cho An Trọng Hối, Tùng Vinh đều vô lễ với họ, khiến nhiều người sợ hãi và thường tâu xin được về nghỉ. Phu nhân của Thạch Kính Đường là Vĩnh Ninh công chúa, chị khác mẹ của Tùng Vinh, rất căm hận hoàng đệ của mình, và do đó họ muốn rời khỏi kinh thành. Cuối năm 932, khi nhà vua muốn tìm một vị tướng có năng lực để trấn nhậm Hà Đông, lúc đó bị Khiết Đan uy hiếp dữ dội, Diên Quang và Diên Thọ tiến cử Kính Đường, do đó nhà vua phong ông ta là Tiết độ sứ Hà Đông.

### Đối ngoại
Trong khi đó, Minh Tông tìm cách thiết lập quan hệ hữu hảo với Khiết Đan. Sau khi lên ngôi, ông cử Diêu Khôn đi sứ Khiết Đan để thông báo cho Hoàng đế Khiết Đan Gia Luật A Bảo Cơ về cái chết của Hậu Đường Trang Tông. Hoàng đế Khiết Đan tìm cách bắt bẻ, trách cứ Diêu và hỏi tại sao Lý Tự Nguyên là thần tử mà dám cướp ngôi vua, nhưng Diêu đáp lại bằng cách dẫn ra quá khứ có phần tương tự của hoàng đế Khiết Đan, khiến ông ta đứng họng. Tuy nhiên, hoàng đế Khiết Đan lại ra yêu cách phải cắt nhượng bờ bắc Hoàng Hà cho ông ta. Diêu Khôn đáp rằng ông không có thẩm quyền làm điều đó, hoàng đế Khiết Đan bắt giam sứ giả, và lại yêu cầu cắt nhượng ba trấn Lư Long, Thành Đức, Nghĩa Vũ. Khi Diêu Khôn từ chối, liền bị câu thúc ở mạn bắc, và hai bên không thể đi đến thỏa thuận hòa bình nào.
Thậm chí, Gia Luật A Bảo Cơ còn phái Gia Luật Đức Quang dẫn quân đi tấn công biên giới phía bắc nhà Hậu Đường. Quân Hậu Đường bại trận nhưng quân Khiết Đan rút lui khi hay tin hoàng đế Gia Luật A Bảo Cơ đã không còn khỏe nữa.
Sau khi Minh Tông lên ngôi, lại nảy sinh vấn đề giữa triều đình với Tiết độ sứ Kinh Nam Cao Quý Hưng, ông này trên thực tế đã từ lâu bán li khai với chính quyền trung ương. Quý Hưng dâng biểu xin lấy đất ba châu Quý, Trùng Vạn.
Sau đó Cao Quý Hưng còn buộc triều đình không được cử người đến làm thứ sử để âm mưu chiếm cứ lâu dài miền đông nam nước Thục, nhưng Minh Tông không đồng ý. Sau đó Quý Hưng phái binh công phá Quỳ châu. Khi Minh Tông bổ nhiệm Tây Phương Nghiệp làm thứ sử Quỳ châu, Quý Hưng tìm cách ngăn cản. Khi áp nha Hàn Củng đem vàng bạc châu báu của triều đình Tiền Thục xuôi dòng Trường Giang để đến Lạc Dương, Cao Quý Hưng sai binh tập kích giết chết Hàn Củng ở cửa Tam Hiệp, cướp lấy tài sản. Minh Tông sai sứ gặng hỏi, Quý Hưng đáp trả một cách vô lễ, khiến Minh Tông đại nộ, quyết định thảo phạt Kinh Nam. Quân đội Hậu Đường do Tiết độ sứ Sơn Nam Đông Đạo Lưu Huấn và tiết độ sứ Trung Vũ Hạ Lỗ Kỳ cùng nhau bao vây thành Giang Lăng, nhưng rồi do thủy thổ không hợp, binh lính sinh bệnh rất nhiều, đường vận chuyển lại bị cắt đứt, quân triều đình phải lui, mặc dù tướng Tây Phương Nghiệp lấy lại được đất ba châu.
Cuối năm 928, Cao Quý Hưng chết, con là Cao Tùng Hối lên kế nhiệm. Tùng Hối không ủng hộ chính sách kháng Đường của phụ thân, và tìm cách thông qua chư hầu của Hậu Đường là Sở vương Mã Ân, cùng Tiết độ sứ Sơn Nam Đông Đạo An Nguyên Tín, ông xin quy phục nhà Đường. Minh Tông chuẩn thuận, phong Tùng Hối là Tiết độ sứ Kinh Nam, và chấm dứt chiến dịch chống Kinh Nam..
Lúc này, quan hệ giữa Hậu Đường với một chư hầu khác là Ngô Việt lại căng thẳng, vì vua của Ngô Việt là Tiền Lưu, tuổi già kiêu ngạo, đã xúc phạm An Trọng Hối trong một bức thư giữa hai người. Năm 929, Minh Tông phái Ô Chiêu Ngộ và Hàn Mai đến Ngô Việt. Hàn Mai ghét Tiền Lưu, và khi trở về Hàn Mai tâu rằng Ô Chiêu Ngộ khi gặp Tiền Lưu thì xưng thần, và nói cho Tiền Lưu biết những sự việc ở Trung Nguyên. An Trọng Hối ép Ô Chiêu Ngộ phải chết, và cho Tiền Lưu làm Thái sư trí sĩ, bắt hết sứ giả Ngô Việt. Tiền Lưu sai con là Tiền Triền Quán gửi tờ kêu oan, Minh Tông không để tâm đến nó. Mãi đến sau khi Trọng Hối thất thế, nhà vua mới hòa giải với Tiền Lưu.
Năm 930, hoàng đế Gia Luật Đức Quang của Đại Khiết Đan quốc sai em trai là Gia Luật Lý Hồ đem quân xâm nhập Hậu Đường của Minh Tông ở phía nam. Gia Luật Lý Hồ tiến công Hoàn Châu (寰州, nay thuộc Sóc Châu, Sơn Tây, Trung Quốc), bắt nhiều người Hậu Đường rồi trở về.
Khi Minh Tông biết được việc vua của vương quốc Đông Đan là Gia Luật Bội đang bị đặt dưới sự giám sát của hoàng đế Đại Khiết Đan quốc là Gia Luật Đức Quang thì ông đã cử các mật sứ đến khuyên Gia Luật Bội hãy chạy trốn đến nhà Hậu Đường, nhằm tránh bị ám sát. Gia Luật Bội nói rằng: "Ta nhường đế quốc cho hoàng đế, song nay ta bị ngờ vực. Sẽ tốt hơn khi ta đi đến một nước khác mà ở đó ta có thể giống như Ngô Thái Bá". Gia Luật Bội đã mang theo sủng thiếp Cao thị cùng bộ sách to lớn của mình, lên một con thuyền và đi đến Hậu Đường trong năm 930. Tháng 11 âm lịch năm 930, Gia Luật Bội đã đến Đăng Châu của nhà Hậu Đường. Tại đây Gia Luật Bội đã trở thành một khách quý của Minh Tông, thậm chí còn được vị Minh Tông ban cho họ Lý của hoàng tộc.
Năm 931, Đoan Thuận hoàng hậu Tiêu Thị phái sứ giả từ vương quốc Đông Đan (đời vua Gia Luật Nguyễn) sang nhà Hậu Đường của Minh Tông để bang giao và triều cống.

### Chiến dịch ở Thục và Nghĩa Vũ
Mối lo khác của Minh Tông là một số phiên trấn không ủng hộ ông nắm quyền. Người mà An Trọng Hối để tâm nhất là Mạnh Tri Tường, Tiết độ sứ Tây Xuyên ) và Đổng Chương, Tiết độ sứ Đông Xuyên ) — họ nắm giữ những vùng lãnh thổ trước đây của Tiền Thục. Vì Đổng Chương là một viên kiêu tướng không dễ gì khuất phục, và Mạnh là em rể của Trang Tông. Triều đình bèn tìm cách chia nhỏ Lưỡng Xuyên và thiết lập các trấn mới nhằm hạn chế thực lực của Mạnh Tri Tường và Đổng Chương. Hai người liên kết với nhau, chuẩn bị gây chiến chống lại triều đình.
An Trọng Hối tìm cách kiềm chế họ bằng cách gửi người đến hai trấn làm phó sứ để giám sát hai tướng (Lý Nghiêm đến Tây Xuyên và Chu Hoằng Chiêu đến Đông Xuyên), khiến tình hình thêm căng thẳng. Mạnh Tri Tường giết chết Lý Nghiêm và Chu Hoằng Chiêu bị đuổi về Lạc Dương. Tuy nhiên, hai bên chưa lập tức trở mặt, và Minh Tông cho phép vợ của Mạnh Tri Tường, cũng tức là em gái của Trang Tông là Quỳnh Hoa trưởng công chúa và con bà là Mạnh Nhân Tán trở về đất Tây Xuyên đoàn tụ với Mạnh Tri Tường.
Trong lúc đó, Vương Đô tỏ ra lo sợ về thái độ của triều đình trung ương đối với mình; bởi vì Hậu Đường Minh Tông, theo ý của An Trọng Hối, đã quản lý các phiên trấn chặt chẽ hơn thời Trang Tông. Ngoài Vương Kiến Lập, ông ta cũng gửi mật thư cho Hoắc Ngạn Uy, Tiết độ sứ Bình Lư ); Phùng Tri Ôn, Tiết đọ sứ Trung Vũ ); Mạnh Tri Tường, và Đổng Chương để thiết lập một liên minh chống lại sự uy hiếp từ triều đình. Ông ta cũng tìm cách lôi kéo Vương Yến Cầu (tức Đỗ Yến Cầu, đã trở lại tên thật), Tiết độ sứ Quy Đức ), người đang chỉ huy quân đội phía bắc chống lại sự xâm lấn của Khiết Đan. Nhưng Vương Yến Cầu báo sự việc về cho triều đình, Minh Tông ra lệnh thảo phạt Vương Đô, quân triều đình trao cho Yến Cầu chỉ huy. Yến Cầu xua quân bao vây Định châu, nhưng chỉ giữ thế bao vây và triệt đường lương thực để cô lập thành chứ không đánh vội. Quân Khiết Đan tìm cách cứu Vương Đô nhưng thất bại. Đầu năm 929, tướng của Vương Đô Mã Nhượng Năng mở cửa thành nghiêng tiếp quân triều đình; Vương Đô tự tử, kết thúc chiến dịch.
Lúc này, cả Mạnh Tri Tường và Đổng Chương, rất lo lắng việc quân triều đình đang tập trung ở khu vực lân cận Lưỡng Xuyên là Chiêu Vũ; Bảo Ninh ); và Vũ Tín . Năm 931, họ chính thức tạo phản. (Tuy nhiên, theo sử gia hiện đại Bá Dương, chính là do An Trọng Hối buộc hai tướng phải làm phản để có cớ giết họ.) Lý Tự Nguyên triệu tập quân đội, giao quyền chỉ huy cho Thạch Kính Đường, thẳng tiến về Lưỡng Xuyên. Dù cho có những thành công ban đầu, quân đội triều đình bị sa lầy trong cuộc đối đầu với hai trấn, mắc kẹt tại Kiếm châu (Quảng Nguyên hiện nay). Quân đội Lưỡng Xuyên nhanh chóng kiểm soát Chiêu Vũ, Bảo Ninh, Vũ Tín và Vũ Thái ). Cuối năm 930, Trọng Hối đề nghị được ra chiến trường, nhà vua đồng ý. Tuy nhiên, sau khi Trọng Hối đi rồi, thì Thạch Kính Đường, vốn từ đầu đã không ủng hộ chiến dịch, đã dâng biểu nói lên những bất cập của cuộc viễn chinh. Chu Hoằng Chiêu, từng là thân tín của An Trọng Hối, hiện đang là Tiết độ sứ Phượng Tường ), cũng dâng biểu buộc tội Trọng Hối lập mưu chiếm giữ quân đội tây chinh. Nhà vua do đó triệu hồi Trọng Hồi, cách chức thủ tướng của ông ta, và giáng làm Tiết độ sứ Hộ Quốc. Sau đó An xin được trí sĩ, nhà vua cho cháu là Dương vương Lý Tùng Chương thay ông ta là Tiết độ sứ Hộ Quốc, nhưng Lý Tòng Chương sau đó, với sự cho phép của nhà vua, đã giết chết An Trọng Hối và phu nhân của ông ta (Sau khi Trọng Hối thất thế, Minh Tông khôi phục chức tước cho Lý Tùng Kha và Tiền Lưu, đổ lỗi cho Trọng Hối làm điều bậy bạ khiến Tiền Lưu, Đổng Chương và Mạnh Tri Tường bất mãn.)
Sau khi An Trọng Hối bị cách chức, Thạch Kính Đường rút quân khỏi Kiếm châu, trở về phía đông. Nhà vua tìm cách hòa giải với Đổng Chương và Mạnh Tri Tường. Tri Tường có ý mủi lòng, nhưng Đổng Chương vì cớ con trai ông ta là Đổng Quang Nghiệp và gia quyến bị tàn sát trong chiến dịch, không chịu bãi binh. Vì thế, Mạnh Tri Tường trở nên do dự. Tuy nhiên, khi Đổng Chương lập kế tấn công Tây Xuyên và chiếm giữ trấn này. Tuy nhiên, tướng dưới quyền Mạnh Tri Tường là Triệu Đình Ẩn đánh bại Đổng Chương, buộc ông ta phải lui quân về thủ phủ Đông Xuyên là Từ châu. Khi về đến nơi, các tướng sĩ Đông Xuyên nổi loạn, giết chết Đổng Chương, rồi đầu hàng Mạnh Tri Tường. Mạnh Tri Tường kiểm soát được Lưỡng Xuyên. Minh Tông theo lời khuyên của Phạm Diên Quang, đưa cháu của Tri Tường là Lý Tồn Úy đến úy lạo, thuyết phục ông ta quy phục triều đình. Tri Tường tuy chịu quy phục nhưng kể từ đó ông ta trên thực tế nắm hết quyền lực ở trấn và ngày càng trở nên kiêu ngạo. Sau đó Tri Tường còn yêu cầu Minh Tông phải cho mình quyền kiểm soát sáu trấn ở Thiểm, Thục; Minh Tông đành chấp nhận. VỀ sau khi Minh Tông mất, Mạnh Tri Tường xưng đế, lập ra nước Hậu Thục.

### Thời kì cuối
Năm 933, Tiết độ sứ Định Nan là Lý Nhân Phúc (người Đảng Hạng), vốn cai trị Định Nan một cách bán độc với chính quyền trung ương Hậu Đường, lập liên minh với Đại Khiết Đan quốc (đời vua Gia Luật Đức Quang). Nhưng giữa lúc đó Nhân Phúc chết, quân trung ủng hộ con trai ông ta là Lý Di Siêu làm lưu hậu. Nhà vua quyết định nhân cơ hội này thu phục lại Định Nam, bổ nhiệm An Trọng Tấn, Tiết độ sứ Chương Vũ làm Tiết độ sứ Định Nan, và đổi Lý Di Siêu làm Tiết độ sứ Chương Vũ. Đoán rằng Di Siêu sẽ kháng mệnh, Minh Tông cử Dược Ngạn Trù, tiết độ sứ Phượng Tường chỉ huy quân sĩ hộ tống An Trọng Tấn đến Định Nan. Quả nhiên Lý Di Siêu kháng mệnh, Ngạn Trù bèn xua quân bao vây Hạ châu, thủ phủ Định Nan quân ), nhưng thành phố phòng thủ kiên cố, và quân Định Nan thường xuyên đánh phá đường chuyển lương của quân triều đình. Khi Lý Di Siêu dâng thư xin thần phục, quân Hậu Đường thối lui. Người ta cho rằng từ thời điểm đó, Định Nan ngày càng coi thường chính quyền trung ương. Vì nhà vua lúc này đã mắc bệnh đột quỵ nhẹ, cùng với thất bại ở Định Nan, những tin đồn không tốt lan nhanh trong quân đội. và Minh Tông tìm cách trấn an họ bằng cách ban thưởng hậu hĩnh, hành động này khiến quân sĩ trở nên kiêu ngạo hơn.
Không lâu sau đó, viên quan Thái bộc đã trí sĩ là Hà Trạch, vì muốn trở lại triều đình nên tìm cách lấy lòng Lý Tùng Binh, dâng biểu xin hoàng thượng lập Tùng Vinh làm hoàng thái tử — Minh Tông đọc biểu thấy xúc động vì cho rằng người ta nghĩ ông đã già, ông rớt nước mắt và nói với tả hữu, "Triều thần muốn lập thái tử. Chắc có lẽ đến lúc quả nhân phải lui về ngôi nhà cũ ở Thái Nguyên rồi." Tuy nhiên, biết chuyện này có tầm quan trọng rất lớn đối với đất nước, ông thảo luận với tể tướng và trăm quan. Lý Tùng Vinh lại nhìn nhận vấn đề theo một hướng khác, và ngày 15 tháng 9 năm 933, anh ta đến thăm Minh Tông, và nói rằng, "Nghe nói có kẻ gian nhân xin lập thần làm thái tử. Thần tuổi nhỏ non dạ, cần phải học hỏi thêm nhiều, chưa muốn giữ cái danh đó." Sau khi thoái triều, Tùng Vinh đến gặp Phạm Diên Quang và Triệu Diên Thọ, bảo rằng:"Bọn chúng mày muốn lập tao làm thái tử để tước hết binh quyền của tao, rồi giam lỏng tao trong Đông cung chăng." Biết rằng cả Minh Tông và Tùng Vinh đều không muốn lập thái tử, Diên Quang và Diên Thọ tấu rằng chưa nên lập tự, và Lý Tùng Vinh được phong làm Thiên hạ binh mã nguyên soái.
Do lo sợ Lý Tùng Vinh, Phạm Triệu hai tướng tiếp tục đề nghị từ chức Xu mật sứ, nhưng nhà vua không theo, nghĩ rằng họ từ bỏ ông. Mùa thu năm 933, phu nhân của Diên Thọ là Tề quốc công chúa (con gái của Minh Tông) lại cầu xin cho chồng, do đó Diên Thọ được dời làm Tiết độ sứ Tuyên Vũ, và Chu Hoằng Chiêu, đang làm Tiết độ sứ Sơn Nam Đông Đạo, lên thay làm Xu mật sứ. Cuối năm đó, Triệu Diên Quang cũng rời chức và được cử làm Tiết độ sứ Thành Đức, Phùng Vân lên thay ông ta.

### Binh biến và qua đời
Ngày 5 tháng 12 năm 933, nhà vua sau một chuyến du hành ngoài trời rét, đã lâm bệnh. Hôm sau, hoàng trưởng tử Lý Tùng Vinh đến thỉnh an, Vương Thục phi báo rằng "Tùng Vinh đã tới" nhưng nhà vua không hồi đáp. Tùng Vinh ra khỏi cung và nói với tả hữu rằng vua cha không còn nhận ra ông ta nữa, và rời khỏi đó. Nhà vua tỉnh dậy vào nửa đêm, sau đó thổ huyết. Được tả hữu thông báo chuyện ngày hôm đó, ông đáp: "Trẫm không biết". Ông dùng một bát cháo và cảm thấy khỏe lại vào sáng hôm sau, nhưng Tùng Vinh lại xưng bệnh không đến thỉnh an.
Lý Tùng Vinh còn có một kế hoạch khác. Lo sợ rằng ngôi vua sẽ thuộc về Lý Tùng Hậu, người được Minh Tông đánh giá rất cao, Tùng Vinh quyết định ra tay trước nhằm khống chế triều đình. Hôm sau, nhà vua được tin con trai ông đã đem quân đánh vào cửa cung. Ông cảm thấy hoài nghi, chỉ vào ngón tay của mình và khóc rất lâu. Trước mặt Lý Trọng Cát, con trai của con trai nuôi ông là Lý Tùng Kha, ông so sánh hai người con: "Sự thực rằng cha ngươi với ta đều có một quá khứ chẳng mấy nổi bật, nhưng rồi lại nổi lên tranh giành thiên hạ. Nhiều lần nó đã cứu ta thoát khỏi nguy hiểm. Than ôi, cái chuyện tày trời mà Tùng Vinh đã làm thực là nham hiểm!" Ông nói với tả hữu cứ tự xử lý mọi sự.
Sau một ngày giao tranh, quân triều đình giết chết Lý Tùng Vinh cùng vợ và con trai lớn của anh ta. Nhà vua được tin báo, xúc động ngã xuống ghế. Các tướng xin được giết tiếp cậu con trai thứ hai của Tùng Vinh đang được nuôi trong thẩm điện. Minh Tông nói:"Đó là một chuyện ác đức", nhưng cuối cùng cũng không thể cứu được tiểu hoàng tôn. Khi Phùng Đạo và triều thần đến thỉnh an, Minh Tông nghẹn ngào mà nói rằng: "Quả nhân thấy ngượng khi tiếp kiến các khanh trong lúc chuyện nhà đang bi thảm như vầy." Ông cho triệu Lý Tùng Hậu về kinh, nhưng Tùng Hậu chưa kịp đến nơi thì Minh Tông đã qua đời vào ngày 15 tháng 12, Lý Tùng Hậu kế vị trước linh cữu, là Hậu Đường Mẫn Đế.

## Gia quyến

### Tổ tiên
|  |                      |  |  |  |  |  |  |  |  |  |  |  |  |  |  |  |
|  | 16. Lý Duật (李聿)   |  |  |  |  |  |  |  |  |  |  |  |  |  |  |  |
|  |                      |  |  |  |  |  |  |  |  |  |  |  |  |  |  |  |
|  |                      |  |  |  |  |  |  |  |  |  |  |  |  |  |  |  |
|  | 8. Lý Giáo (李教)    |  |  |  |  |  |  |  |  |  |  |  |  |  |  |  |
|  |                      |  |  |  |  |  |  |  |  |  |  |  |  |  |  |  |
|  |                      |  |  |  |  |  |  |  |  |  |  |  |  |  |  |  |
|  | 17. Thôi thị (崔氏)  |  |  |  |  |  |  |  |  |  |  |  |  |  |  |  |
|  |                      |  |  |  |  |  |  |  |  |  |  |  |  |  |  |  |
|  |                      |  |  |  |  |  |  |  |  |  |  |  |  |  |  |  |
|  | 4. Lý Diễm (李琰)    |  |  |  |  |  |  |  |  |  |  |  |  |  |  |  |
|  |                      |  |  |  |  |  |  |  |  |  |  |  |  |  |  |  |
|  |                      |  |  |  |  |  |  |  |  |  |  |  |  |  |  |  |
|  | 9. Trương thị (張氏) |  |  |  |  |  |  |  |  |  |  |  |  |  |  |  |
|  |                      |  |  |  |  |  |  |  |  |  |  |  |  |  |  |  |
|  |                      |  |  |  |  |  |  |  |  |  |  |  |  |  |  |  |
|  | 2. Lý Nghê (李霓)    |  |  |  |  |  |  |  |  |  |  |  |  |  |  |  |
|  |                      |  |  |  |  |  |  |  |  |  |  |  |  |  |  |  |
|  |                      |  |  |  |  |  |  |  |  |  |  |  |  |  |  |  |
|  | 5. Hà thị (何氏)     |  |  |  |  |  |  |  |  |  |  |  |  |  |  |  |
|  |                      |  |  |  |  |  |  |  |  |  |  |  |  |  |  |  |
|  |                      |  |  |  |  |  |  |  |  |  |  |  |  |  |  |  |
|  | 1. Lý Tự Nguyên      |  |  |  |  |  |  |  |  |  |  |  |  |  |  |  |
|  |                      |  |  |  |  |  |  |  |  |  |  |  |  |  |  |  |
|  |                      |  |  |  |  |  |  |  |  |  |  |  |  |  |  |  |
|  | 3. Lưu thị (劉氏)    |  |  |  |  |  |  |  |  |  |  |  |  |  |  |  |
|  |                      |  |  |  |  |  |  |  |  |  |  |  |  |  |  |  |
|  |                      |  |  |  |  |  |  |  |  |  |  |  |  |  |  |  |

### Thê thiếp
- Ngụy thị (魏氏), người Bình Sơn, Trấn Châu (鎮州平山; nay thuộc Hà Bắc), được đầu kết hôn với một người họ Vương (王) có một con trai. Khi Lý Tự Nguyên tiến công Trấn châu năm 893, ông bắt được Ngụy thị và đứa nhụ tử đó về phủ, đổi tên cậu bé thành Lý Tùng Kha. Ngụy thị qua đời mấy năm sau ở Thái Nguyên.
- Hạ thị (夏氏), mất năm 924, mẫu thân của Lý Tùng Vinh và Lý Tùng Hậu.
- Tào hoàng hậu (曹皇后), mẹ của công chúa Vĩnh Ninh, trở thành hoàng hậu năm 930. Bà cùng với Lý Tùng Kha tự thiêu năm 937 khi Hậu Đường diệt vong.
- Vương Thục phi (王淑妃), người Bân châu [78], ban đầu làm người hầu cho viên tướng Hậu Lương là Lưu Tầm. Lưu Tầm bị giết, An Trọng Hối nghe danh tiếng về sắc đẹp của bà nên nói với Lý Tự Nguyên. Bà một mặt tôn trọng Tào hoàng hậu và Hoàng đế, do đó được trọng vọng và nắm nhiều ảnh hưởng đến nền chính trị vào những năm cuối đời Minh Tông. Bị giết năm 947 cùng với dưỡng tử là Lý Tùng Ích.
- Nhiều người vợ thứ được phong làm Phu nhân năm 932, gồm có Vương Chiêu nghi, Cát Chiêu dung, Lưu Chiêu viện, Cao Tiệp dư, Thẩm mỹ nhân, Chu Thuận ngự...[79]

### Con cái
Con trai
- Lý Tùng Thẩm, con trai trưởng,[80] đổi từ tên Lý Kế Cảnh trước khi bị giết năm 926. Được Hậu Đường Trang Tông nhận làm con nuôi, nguyên danh Lý Tùng Cảnh.
- Lý Tùng Vinh, con trai thứ hai,[80] mẹ là Hạ thị. Được tấn phong làm Tần vương năm 928 và bị giết năm 933 cùng vợ là Lưu thị[53], con trai Lý Trọng Quang[8] và một cậu con trai khác.
- Lý Tùng Hậu, sinh năm 914, mẹ là Hạ thị. Tấn phong Tống vương năm 930 và kế vị ngai vàng sau cái chết của Minh Tông năm 933. Được sử gọi là Hậu Đường Mẫn Đế, chỉ cai trị năm tháng trước khi bị anh nuôi là Lý Tùng Kha nổi dậy và cướp ngôi. Ông chạy trốn khỏi kinh thành và bị giết tại Vệ châu cùng vợ là Khổng hoàng hậu và các hoàng tử Lý Trọng Triết[8] và ba hoàng tử khác.[81]
- Lý Tùng Ích chào đời năm 931, không rõ mẹ ruột là ai, nhưng Minh Tông trao cho Vương Thục phi nuôi dưỡng. Được tấn phong Hứa vương năm 933 rồi Tuân quốc công năm 939 dưới Hậu Tấn. Sau khi Hậu Tấn bị Khiết Đan tiêu diệt, Liêu Thái Tông phong Lý Tùng Ích làm vua bù nhìn của Trung Quốc trước khi người Liêu lui về mạn bắc. Vị hoàng đế vắn số không thể triệu tập bất kì lộ chư hầu nào bảo vệ mình và đã bị Lưu Tri Viễn giết chết cùng với mẹ nuôi là Vương Thục phi.[76]

Con gái
- Công chúa thứ ba, con gái của Tào hoàng hậu. Bà được phong làm Vĩnh Ninh công chúa năm 928. Kết hôn với Thạch Kính Đường năm 928 và được phong Ngụy quốc công chúa năm 933. Sau trở thành hoàng hậu nhà Hậu Tấn. Bà chết ở mạn bắc năm 950 trong lúc làm tù binh ở người Liêu
- Công chúa thứ 13 được phong làm Hưng Bình công chúa năm 930, đổi phong Tề quốc công chúa năm 933. Kết hôn năm 930 với Triệu Diên Thọ. Mất những năm 940.
- Năm 934, công chúa thứ 14 được tấn phong Thọ An công chúa, Công chúa thứ 15 tấn phong Vĩnh Lạc công chúa.[8] Không rõ thông tin về các công chúa thứ 1, 2, 4, 5, 6, 7, 8, 9, 10, 11, 12.
- Một công chúa khác (nhỏ hơn Lý Tùng Ích) được phong Vĩnh An công chúa, kết hôn với Triệu Diên Thọ sau khi công chúa Hưng Bình qua đời.

Con nuôi
- Lý Tùng Kha, sinh năm 885, tên là Vương Nhị Thập Tam trước khi mẫu thân Ngụy thị về phủ Lý Tự Nguyên, tự tử năm 937 cùng vợ là Lưu hoàng hậu và các con trai Lý Trọng Mỹ, Lý Trọng Cát và con gái Lý Huệ Minh.[82]

Cháu trai
- Lý Tùng Xán (李從璨), bị giết năm 929
- Lý Tùng Chương (李從璋), tấn phong Dương vương năm 933.[76]
- Lý Tùng Ôn (李從溫), sinh năm 927, tấn phong Duyện vương năm 933, chết năm 937.[76]
- Lý Tùng Mẫn (李從敏), phong Kính vương năm 933.[76]